# Nodalla ressli
Nodalla ressli är en insektsart som först beskrevs av U. Aspöck och H. Aspöck 1984.  Nodalla ressli ingår i släktet Nodalla och familjen Berothidae. Inga underarter finns listade i Catalogue of Life.